# Anna Pacholak
Anna Pacholak (Polonia, 15 de enero de 1980) es una atleta polaca especializada en la prueba de 4x400 m, en la que consiguió ser subcampeona europea en pista cubierta en 2005.

## Carrera deportiva
En el Campeonato Europeo de Atletismo en Pista Cubierta de 2005 ganó la medalla de plata en los relevos de 4x400 metros, con un tiempo de 3:29.37 segundos, tras Rusia y por delante de Reino Unido (bronce).